# Dynasty Warriors (jeu vidéo, 1997)
Dynasty Warriors (三國無双, Sangokumusō) est un jeu vidéo de combat développé par Omega Force et édité par Koei, sorti en 1997 sur PlayStation.
Contrairement à ses nombreuses suites, le jeu met en scène des combats en un contre un et n'adopte pas un gameplay de beat them all.

## Personnages
- Zhao Yun
- Guan Yu
- Zhang Fei
- Xiahou Dun
- Dian Wei
- Xu Zhu
- Zhou Yu
- Lu Xun
- Taishi Ci
- Diao Chan

Boss
- Lu Bu

Personnages cachés
- Cao Cao
- Zhuge Liang

Personnages bonus
- Sun Shangxiang